# Фаррен, Уильям
Уильям Фаррен (англ. William Farren; 13 мая 1786, Лондон – 24 сентября 1861) — английский актёр и драматург.
Родился в семье актёра. Дебютировал на сцене Королевского театра Плимута, с 1818 года играл в лондонских театрах. До 1828 года был актёром Королевского оперного театра Ковент-Гарден, а с лета 1824 года также выступал в театре Хеймаркет (Haymarket Theatre).
Был директором театров Haymarket и Olympic; написал множество драматических произведений, представляющих собою подражания бытовым пьесам современной Фаррену французской сцены.